# Alexandre Vincent Jandel
Alexandre Vincent Jandel, né le 10 juillet 1810 à Gerbéviller (Meurthe-et-Moselle), mort le 11 décembre 1872 à Rome, était un religieux catholique français, maître général de l'ordre des Prêcheurs (dominicains) de 1855 à 1872.

## Biographie
Ordonné prêtre du diocèse de Nancy le 20 septembre 1834, Alexandre Jandel décide en 1839 d'entrer dans l'ordre des Prêcheurs, que Lacordaire projette alors de restaurer en France. Il prend l'habit le 15 mai 1841, et reçoit alors le nom de Vincent. Il mène ensuite, aux côtés de Lacordaire, la restauration de l'Ordre en France. Séduit par cette entreprise, le pape Pie IX le choisit en 1850 pour devenir vicaire général de l'Ordre, puis Maître général à partir de 1855.